# Stormwitch

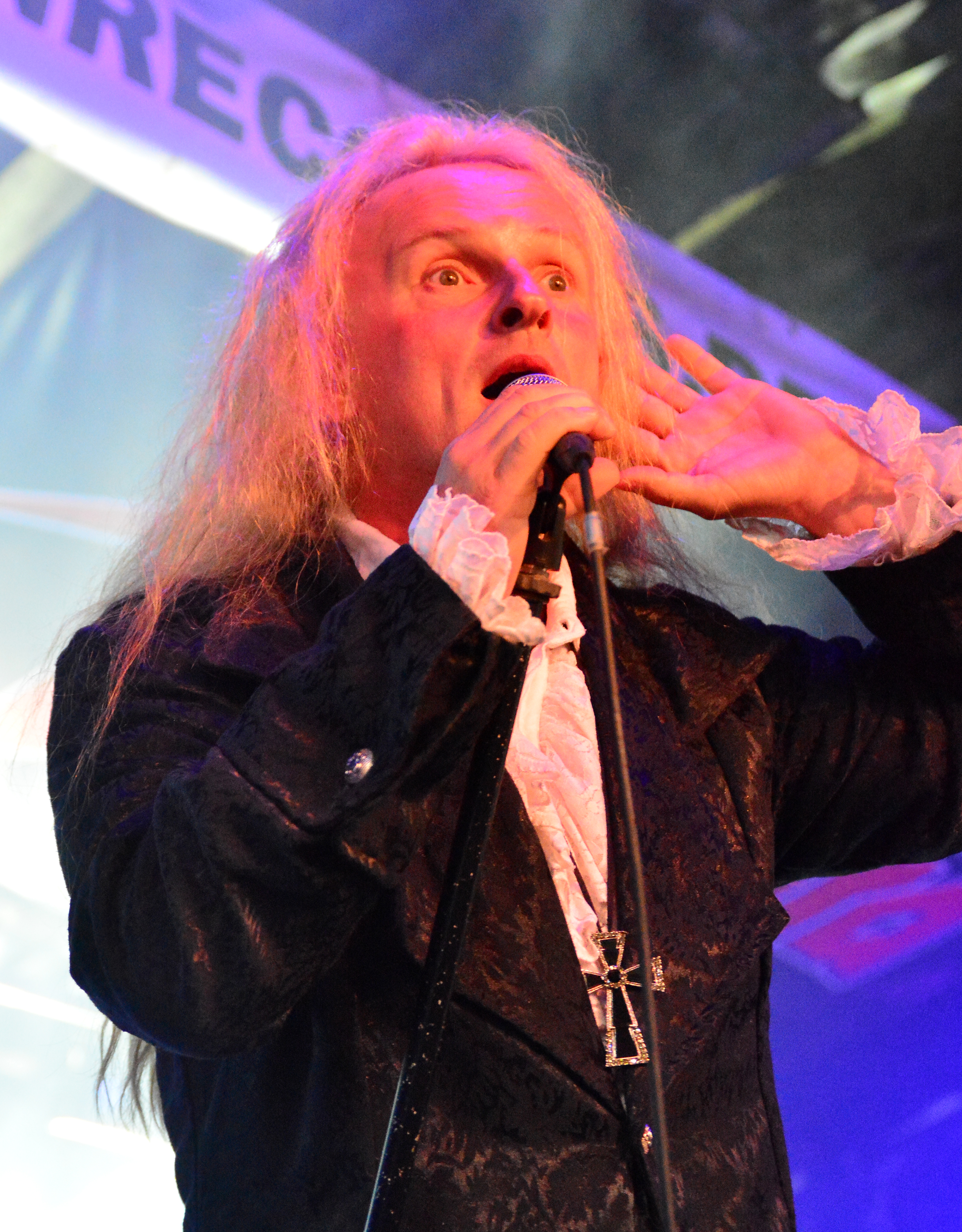
Stormwitch en Headbangers Open Air 2015

Stormwitch es una banda alemana de heavy metal procedentes de la ciudad de Heidenhiem, Baden-Württemberg en 1979.

## Biografía
Stormwitch se formó en 1979 con el nombre de "Lemon Sylvan"  cambiaron su nombre en 1981. Fue la primera banda alemana influenciada por la NWOBHM. Están considerados también como otro de los padres del power metal, junto con sus compatriotas Helloween, Running Wild y Grave Digger. A pesar de ello nunca recibieron un reconocimiento similar. Durante los ochenta fueron de las pocas bandas de metal que tocaron en Europa Oriental, llegando a hacer un concierto en Budapest, Hungría en 1989.
En 1994, después de la grabación del álbum "Shogun", la banda se separó después de publicar 7 álbumes. Se volvieron a juntar en el 2002 y sacaron 2 álbumes más. Participaron en el Wacken Open Air de 2002. En la década del 2000 se hicieron más conocidos cuando bandas como Hammerfall y White Skull hicieron covers de algunas de sus canciones.

## Discografía
- Walpurgis Night (1984)

- Tales Of Terror (1985)

- Stronger Than Heaven (1986)

- The Beauty and the Beast (1988)

- Live in Budapest (En vivo, 1989)

- Eye of the Storm (1989)

- War of the Wizards (1992)

- Shogun (1994)
- Priest of Evil (1998)

- Dance With The Witches (2002)

- Witchcraft (2004)
- Season of the Witch (2015)
- Bound to the Witch (2018)

## Miembros actuales
- Andy "Aldrian" Mück - Voces (1979-actualidad)

- Jürgen Wannenwetsch - Bajo (2002-actualidad)

## Miembros pasados
Guitarra:
- Steve Merchant (Stefan Kauffman) (1979–1989)

- Lee Tarot (Harald Spengler) (1979–1989)

- Wolf Schludi (1989)

- Damir Uzunovic (1991–1994)

- Joe Gassmann (1991–1992)

- Robert ``Robby`` Balci (1992-1994)

- Martin Winkler (2002–2004)

- Fabian Schwarz (2002–2004)

- Oliver Weislogel

Bajo:
- Ronny "Pearson" Gleisberg (1983–1986)

- Andy "Hunter" Jäger (1987–1989)

- Martin Albrecht (1990–1994)

- Dominik Schwarz (2002–2004)

Batería:
- Peter "Lancer" Langer (1983–1994)

- Marc Oppold (2002–2004)

- Michael Blechinger

Teclado:
- Alex Schmidt (2002–2004)

- Andrew Roussak